# بوریس الکساندروف
بوریس الکساندروف (روسی: Борис Викторович Александров؛ ۱۳ نوامبر ۱۹۵۵ – ۳۱ ژوئیهٔ ۲۰۰۲) بازیکن هاکی روی یخ اهل روسیه بود.